# 대봉그린아파트 화재
의정부 대봉그린아파트 화재는 2015년 1월 10일에 경기도 의정부시에 있는 도시형 생활주택인 대봉그린아파트에서 발생한 화재로 인접한 도시형 생활주택인 드림타운아파트, 해뜨는마을아파트와 단독주택 등에 불이 옮겨붙어 5명이 사망하고 125명이 부상한 사고이다. 화재가 발생한 원인은 4륜 오토바이 배선 합선에 의한 실화로 결론지어졌다.

## 전개
9시 15분경 1층에서 불이 났는데, 한겨울이고 토요일 이른 아침이라 근처를 지나가던 사람이 없어 신고가 늦어젔고 불이 위층으로 순식간에 옮겨붙어 퍼졌다. 이후 의정부소방서에 화재신고가 접수되었고 소방대가 출동했으나 아파트로 진입하는 길목이 불법주차로 인해 혼잡했고 초기대응을 제대로 할 수 없었다. 도착한 소방대가 진화작전을 펼쳤지만 불은 이웃 건물로 옮겨붙어 급속히 확산되었다. 화재는 발생 약 2시간 뒤인 11시 44분경 진화되었고 이 진화작전에 소방관 약 160명 장비 약 80대 헬기 4대 등이 투입되었으며 경찰에서도 약 1,000여 명을 투입하여 주변을 통제하고 진화를 도왔다.

## 원인
초기에는 한 입주민이 친구에게 빌린 4륜 오토바이를 만진 후 화재가 일어난 것으로 추측되었다. 조사 결과 방화 가능성은 없는 것으로 드러났으나 해당 입주민은 오토바이를 무면허운전한 사실이 드러나 입건되었다. 처음 경찰과 소방당국 등은 합동검식을 실시했음에도 정확한 원인을 밝혀내지 못했으나, 건물의 CCTV를 분석한 결과 오토바이 운전자가 키박스를 녹이기 위해 라이터를 사용하였고, 이후 해당 오토바이에서 불길이 일어나 옆의 다른 오토바이로 옮겨붙으며 건물 전체로 번져나간 사실을 확인, 오토바이 키박스를 가열하면서 배선이 녹아 합선되어 불이 일어난 것으로 추정하고 해당 입주민을 실화 및 과실치사상 혐의로 구속영장을 신청하였다.

## 논란

### 불법개조 논란
도시형 생활주택인 대봉그린아파트와 드림타운아파트는 1층 주차장, 2-9층 원룸, 10층 오피스텔로 허가를 받았는데 10층의 오피스텔의 방을 늘려 원룸 주거용으로 쪼갠 채 사람들이 입주한 상태였다는 증언이 나왔다. 소방당국이 밝힌 두 건물의 가구수는 두 건물의 건축허가상의 가구수보다 많았다. 주민들과 부동산 중개업소에서는 건물주가 오피스텔을 여러개의 원룸으로 쪼개서 불법으로 가구수를 늘렸다고 증언했다.기존의 형태를 쪼개서 불법증축을 할 경우 이동 통로가 좁아지고 화재시 피해를 최소화 할 수 있는 환기 시설과 소방시설을 불가피하게 축소할 수 밖에 없고, 가연성이 높은 건축자재를 칸막이로 사용할 경우 화재시 피해가 더 커질 수 있는 문제점이 발생한다.

### 소방 헬리콥터 논란
일부 주민들은 "처음 불이 난 대봉그린아파트는 30분만에 불길이 잡혔는데, 소방헬기의 하향풍으로 인해 불이 다시 번졌다" 라고 주장했다. 그러나 의정부소방서장은 "고층 건물에서 불이 난 경우 소방헬기를 활용한 구조는 기본이고, 건물 외벽이 가연성이어서 외벽을 타고 불이 확대된 것"이라고 밝혔다. 한편 우성천 강원대 교수는 "소방헬기가 바람을 날리면 전혀 영향이 없다고 볼 수는 없겠지만 이미 불길이 맹렬하게 타고 있는 상황이었다. 불은 밑에서 위로 올라갈 때 순식간에 올라가는 것이지 위에서 부는 바람이 아래로 내려온다고 해서 직접적인 영향이 있다고 보지는 않고, 신속하게 출동하려면 헬기만큼 빠른 게 없고 병원으로 이송할 때도 빠르기 때문에 진화 또는 인명구조를 위해 헬기가 출동하게 된다"면서 "헬기가 안 왔으면 안 왔다고 이유가 나올 것이고, 왔으면 왔다고 하고, 이런 이야기를 다 들어줄 수는 없다"라며 주민들의 주장을 일축했다.

### 초기대응 실패 논란
화재가 발생한 직후 주민들은 '스프링클러가 제대로 작동하지 않았다, 화재 경보기나 대피방송이 제대로 이루어지지 않았다' 등 주민들의 안전을 위한 조치가 제대로 이루어지지 않았다고 주장했다. 또한, 화재진압을 위해 출동한 소방차량이 아파트 진입로 양옆에 늘어선 20여 대의 불법주차 차량으로 인해 현장으로 접근할 수 없어서 10여 분 이상 지체되었고 골든타임을 놓쳐서 초기 진화 활동이 이루어지지 못했다는 논란이 제기되었다. 참고로, 화재발생 후 5분 이내가 골든타임으로 이 안에 화재진압에 들어가지 못한다면 화재가 걷잡을 수 없이 확대되게 된다.

## 같이 보기
- 세월호 침몰 사고
- 울산 삼환아르누보 화재
- 우신골든스위트 화재
- 이천 물류센터 공사장 화재
- 마르코폴로 콘도 화재
- 제천 스포츠센터 화재
- 밀양 세종병원 화재
- 인천 세일전자 화재